# Ульянов Микола Іванович
Микола Іванович Ульянов (23 грудня 1904, Санкт-Петербург, Російська імперія — 7 березня 1985, США) — російський історик і письменник, здебільшого відомий завдяки своїй праці «Походження українського сепаратизму».

## Біографія
Народився у Санкт-Петербурзі. Після закінчення гімназії у 1922 р. поступив на історико-філологічний факультет Петроградського університету. По закінченні університету залишається там на науковій роботі до 1930 р. По закінченні аспірантури відправлений працювати лектором до Архангельського педагогічного інституту. У 1932 р. надрукував свою працю «Нариси з історії народів комі-зирян». У тому ж році отримав звання кандидата історичних наук.
У 1933–1936 — доцент кафедри історії СРСР Ленінградського інституту літератури і історії при Академії Наук. В 1936 р. звинувачений в контрреволюційній діяльності і арештований. 5-річне ув'язнення відбував на Соловках. Звільнений в 1941, працював візником в Ульяновську. Під час війни на ритті окопів потрапив у полон. З полону втік і самотужки дістався до Ленінграда, де в окупованому селі знайшов свою дружину. Працював в селі вчителем, збирав місцевий фольклор.
Восени 1943 відправлено на примусові роботи до Німеччини, там також працював автогенним зварником; залишився на Заході. З 1947 року жив у Марокко (продовжував працювати зварником). З 1953 жив у Канаді; пізніше в Нью-Йорку, США. З 1955 викладав російську історію і літературу в Єльському університеті. У 1973 р. вийшов на пенсію. В 1966 р. опублікував «Походження українського сепаратизму», однак за його життя книга попитом не користувалася.
Помер в 1985 р. похований в м. Нью-Гейвені, США. Після його смерті книга Ульянова перевидавалась у Росії.